# 2012-es argentin rali
A 2012-es argentin rali (hivatalosan: Philips Rally Argentina) volt a 2012-es rali-világbajnokság ötödik futama. Április 26. és április 29. között került megrendezésre, 19 gyorsasági szakaszból állt a verseny, melyek össztávja 502,73 kilométert tett ki. A versenyen 42 páros indult, melyből 27 ért célba.

## Szakaszok
| Nap             | Szakasz | Rajtidő (UTC-3) | Szakasz neve                   | Hossz    | Győztes          | Idő     | Átlagsebesség | Versenyben vezető |
| --------------- | ------- | --------------- | ------------------------------ | -------- | ---------------- | ------- | ------------- | ----------------- |
| 1. (Április 26) | 1.      | 20:08           | Super Especial                 | 6.04 km  | Petter Solberg   | 4:54.9  | 73.73 km/h    | Petter Solberg    |
| 2. (Április 27) | 2.      | 7:28            | La Pampa 1                     | 37.51 km | Sébastien Loeb   | 23:12.5 | 96.97 km/h    | Petter Solberg    |
| 2. (Április 27) | 3.      | 8:21            | Agua de Oro 1                  | 51.88 km | Petter Solberg   | 37:50.7 | 82.25 km/h    | Petter Solberg    |
| 2. (Április 27) | 4.      | 12:46           | La Pampa 2                     | 37.51 km | Sébastien Loeb   | 22:56.3 | 98.11 km/h    | Mikko Hirvonen    |
| 2. (Április 27) | 5.      | 13:39           | Agua de Oro 2                  | 51.88 km | Sébastien Loeb   | 37:21.8 | 83.31 km/h    | Sébastien Loeb    |
| 2. (Április 27) | 6.      | 17:23           | Villa Allende                  | 19.18 km | Mikko Hirvonen   | 13:36.7 | 84.54 km/h    | Sébastien Loeb    |
| 3. (Április 28) | 7.      | 8:30            | San Agustin / Santa Rosa 1     | 20.18 km | Sébastien Loeb   | 12:41.3 | 95.42 km/h    | Sébastien Loeb    |
| 3. (Április 28) | 8.      | 9:18            | Amboy / Santa Monica 1         | 20.33 km | Mikko Hirvonen   | 10:40.5 | 114.26 km/h   | Sébastien Loeb    |
| 3. (Április 28) | 9.      | 10:31           | Intiyaco / Golpe de Agua 1     | 39.74 km | Mikko Hirvonen   | 22:48.1 | 104.57 km/h   | Sébastien Loeb    |
| 3. (Április 28) | 10.     | 14:44           | San Agustin / Santa Rosa 2     | 20.18 km | Petter Solberg   | 12:32.3 | 96.57 km/h    | Sébastien Loeb    |
| 3. (Április 28) | 11.     | 15:32           | Amboy / Santa Monica 2         | 20.33 km | Petter Solberg   | 10:30.4 | 116.10 km/h   | Sébastien Loeb    |
| 3. (Április 28) | 12.     | 16:45           | Intiyaco / Golpe de Agua 2     | 39.74 km | Petter Solberg   | 22.36.2 | 105.49 km/h   | Sébastien Loeb    |
| 3. (Április 28) | 13.     | 20:08           | SSS Amarok 2                   | 6.04 km  | Thierry Neuville | 4:49.4  | 75.13 km/h    | Sébastien Loeb    |
| 4. (Április 29) | 14.     | 8:00            | Matadero / Ambul               | 65.74 km | Petter Solberg   | 38.16.0 | 103.08 km/h   | Sébastien Loeb    |
| 4. (Április 29) | 15.     | 9:51            | Mina Clavero / Giulio Cesare 1 | 17.41 km | Petter Solberg   | 15:38.1 | 66.81 km/h    | Sébastien Loeb    |
| 4. (Április 29) | 16.     | 10:32           | El Condor / Copina             | 16.32 km | Petter Solberg   | 13:17.5 | 73.67 km/h    | Sébastien Loeb    |
| 4. (Április 29) | 17.     | 14:07           | Mina Clavero / Giulio Cesare 2 | 17.41 km | Petter Solberg   | 15:29.3 | 67.44 km/h    | Sébastien Loeb    |
| 4. (Április 29) | 18.     | 14:48           | El Condor / Casilla Negra      | 11.16 km | Petter Solberg   | 9:37.6  | 69.56 km/h    | Sébastien Loeb    |
| 4. (Április 29) | 19.     | 15:21           | Copina (Power stage)           | 4.15 km  | Petter Solberg   | 2:32.9  | 97.71 km/h    | Sébastien Loeb    |

## Végeredmény
| Helyezés | Versenyző         | Navigátor            | Autó                           | Idő       | Különbség  | Pont |
| -------- | ----------------- | -------------------- | ------------------------------ | --------- | ---------- | ---- |
| 1.       | Sébastien Loeb    | Daniel Elena         | Citroën DS3 WRC                | 5:34:38.8 | 0.0        | 25   |
| 2.       | Mikko Hirvonen    | Jarmo Lehtinen       | Citroën DS3 WRC                | 5:34:54.0 | +15.2      | 20   |
| 3.       | Mads Østberg      | Jonas Andersson      | Ford Fiesta RS WRC             | 5:37:49.2 | +3:10.4    | 15   |
| 4.       | Martin Prokop     | Zdeněk Hrůza         | Ford Fiesta RS WRC             | 5:44:24.1 | +9:45.3    | 12   |
| 5.       | Thierry Neuville  | Nicolas Gilsoul      | Citroën DS3 WRC                | 5:45:56.4 | +11:17.6   | 10   |
| 6.       | Petter Solberg    | Chris Patterson      | Ford Fiesta RS WRC             | 5:46:41.0 | +12:02.2   | 11   |
| 7.       | Sébastien Ogier   | Julien Ingrassia     | Škoda Fabia S2000              | 5:47:04.1 | +12:25.3   | 6    |
| 8.       | Jevgenyij Novikov | Denis Giraudet       | Ford Fiesta RS WRC             | 5:55:49.0 | +21:10.2   | 4    |
| 9.       | Nászer el-Attija  | Giovanni Bernacchini | Citroën DS3 WRC                | 6:03:01.4 | +28:22.6   | 3    |
| 10.      | Ott Tänak         | Kuldar Sikk          | Ford Fiesta RS WRC             | 6:11:58.3 | +37:19.5   | 1    |
| PWRC     |                   |                      |                                |           |            |      |
| 1.(11.)  | Benito Guerra     | Borja Rozada         | Mitsubishi Lancer Evolution X  | 6:12:00.6 | 0.0        | 25   |
| 2.(13.)  | Nicolás Fuchs     | Fernando Mussano     | Mitsubishi Lancer Evolution X  | 6:16:19.7 | +4:19.1    | 18   |
| 3.(14.)  | Valeriy Gorban    | Andriy Nikolaiev     | Mitsubishi Lancer Evolution IX | 6:18:45.2 | +6:44.6    | 15   |
| 4.(15.)  | Marcos Ligato     | Rubén García         | Subaru Impreza WRX STI         | 6:25:00.0 | +12:59.4   | 12   |
| 5.(16.)  | Gianluca Linari   | Nicola Arena         | Subaru Impreza WRX STI         | 6:40:24.8 | +28:24.2   | 10   |
| 6.(17.)  | Ezequiel Campos   | Cristian Winkler     | Mitsubishi Lancer Evolution X  | 6:47:27.4 | +35:26.8   | 8    |
| 7.(18.)  | Subhan Aksa       | Hade Mboi            | Mitsubishi Lancer Evolution X  | 6:47:44.9 | +35:44.3   | 6    |
| 8.(23.)  | Lorenzo Bertelli  | Lorenzo Granai       | Mitsubishi Lancer Evolution IX | 7:35:06.4 | +1:23:05.8 | 4    |

## Szuperspeciál (Power Stage)
| Helyezés | Versenyző        | Idő      | Különbség | Átlagsebesség | Pont |
| -------- | ---------------- | -------- | --------- | ------------- | ---- |
| 1        | Petter Solberg   | 2:32.915 | 0.000     | 97.7 km/h     | 3    |
| 2        | Mikko Hirvonen   | 2:34.063 | +1.148    | 97.0 km/h     | 2    |
| 3        | Nászer el-Attija | 2:34.470 | +1.555    | 96.8 km/h     | 1    |